# Hyalyris leptalina
Hyalyris leptalina är en fjärilsart som beskrevs av Felder 1865. Hyalyris leptalina ingår i släktet Hyalyris och familjen praktfjärilar. Inga underarter finns listade i Catalogue of Life.

## Bildgalleri

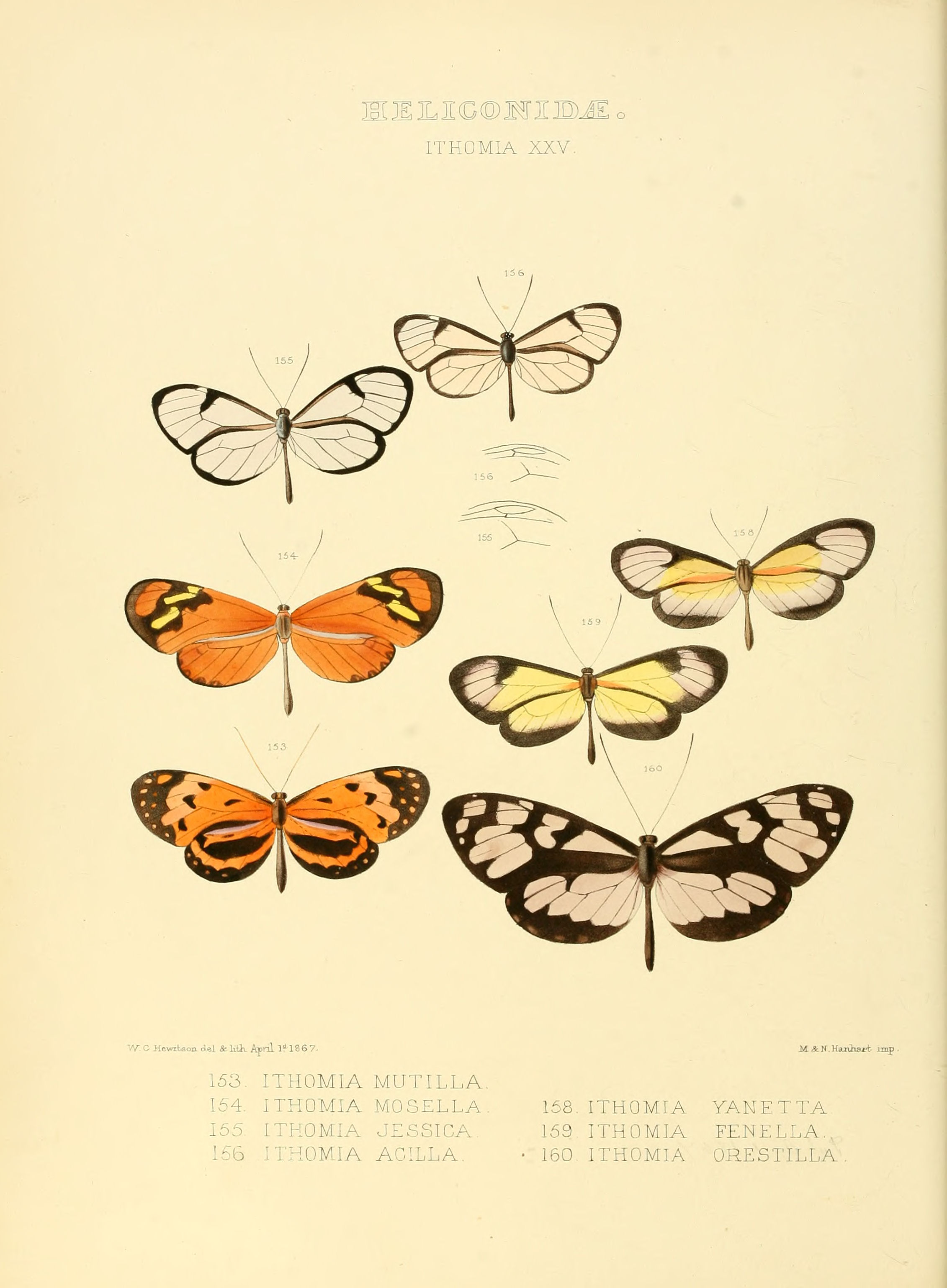